# Furnas / Sto.António – Ilha do Pico
Das europäische Vogelschutzgebiet Furnas / Sto.António – Ilha do Pico umfasst einen Küstenstreifen mit einigen vorgelagerten kleinen Inseln an der Nordküste der Azoren-Insel Pico. Das Schutzgebiet liegt auf dem Gebiet der Gemeinde São Roque do Pico und erstreckt sich entlang der Küste über ca. 3,8 km von Areal im Osten bis São Vicente im Westen. Das Gebiet hat eine besondere Bedeutung für verschiedene Seevögel, die hier in Kolonien brüten.
Furnas / Sto.António – Ilha do Pico wurde 1990 als Vogelschutzgebiet gemeldet.

## Schutzzweck
Folgende Vogelarten sind für das Gebiet gemeldet; Arten, die im Anhang I der Vogelschutzrichtlinie geführt sind, sind mit * gekennzeichnet:
| Bild              | Anhang I | EU Code | Art               | wissenschaftlicher Name |
| ----------------- | -------- | ------- | ----------------- | ----------------------- |
| Sepiasturmtaucher |          | A010    | Sepiasturmtaucher | Calonectris diomedea    |
| Rosenseeschwalbe  | *        | A192    | Rosenseeschwalbe  | Sterna dougallii        |
| Flussseeschwalbe  | *        | A193    | Flussseeschwalbe  | Sterna hirundo          |